# Kevin Jonas
Paul Kevin Jonas II, också känd som Kevin Jonas och K2, född 5 november 1987 i Teaneck i New Jersey, är en amerikansk sångare, låtskrivare, skådespelare och entreprenör. Han är medlem i rock/pop gruppen Jonas Brothers tillsammans med sina bröder Nick Jonas och Joe Jonas, gruppen återförenades i mars 2019.

## Personligt
Kevin Jonas föddes i Teaneck, New Jersey, som son till Denise Miller, en före detta teckenspråkslärare och sångerska, och Paul Kevin Jonas, Sr., en låtskrivare, musiker och före detta präst.
Sedan den 19 december 2009 är han gift med hårfrisörskan Danielle Deleasa från New Jersey.
De träffades 2007 då de var på separata semestrar med sina familjer och har varit ihop sedan dess.
Bilderna från deras bröllop kunde ses i People Magazine-upplagan som såldes den 30 december.
Den 2 februari 2014 föddes parets dotter, Alena Rose. 

## Filmografi

### Film
| År   | Titel                                                     | Roll        | Övrigt         |
| ---- | --------------------------------------------------------- | ----------- | -------------- |
| 2008 | Hannah Montana & Miley Cyrus: Best of Both Worlds Concert | Kevin Jonas | 3D Konsertfilm |
| 2008 | Camp Rock                                                 | Jason       | Gjord för TV   |
| 2009 | Jonas Brothers: The 3D Concert Experience                 | Kevin Jonas | 3D Konsertfilm |
| 2009 | Band in a Bus                                             | Kevin Jonas | DVD            |
| 2009 | Camp Rock 2: The Final Jam                                | Jason       | Gjord för TV   |

### Television
| År   | Titel                            | Roll        | Övrigt |
| ---- | -------------------------------- | ----------- | ------ |
| 2008 | Jonas Brothers: Living the Dream | Kevin Jonas |        |
| 2009 | JONAS                            | Kevin Jonas |        |

### Gästframträdanden
| År   | Titel                          | Roll        | Övrigt                                                                |
| ---- | ------------------------------ | ----------- | --------------------------------------------------------------------- |
| 2007 | Hannah Montana                 | Kevin Jonas | "Me and Mr. Jonas and Mr. Jonas and Mr. Jonas" (Säsong 2, avsnitt 16) |
| 2008 | Disney Channel Games 2008      | Kevin Jonas |                                                                       |
| 2008 | Studio DC: Almost Live         | Kevin Jonas | Disney Channel special                                                |
| 2008 | Extreme Makeover: Home Edition | Kevin Jonas | "The Akers Family" (Säsong 6, avsnitt 2)                              |